# Loki Software
Die Loki Software, Inc. war ein US-amerikanisches Software-Unternehmen, das auf die Portierung bekannter Computerspiele nach Linux spezialisiert war. In den vier Jahren des Bestehens wurde Loki zum größten kommerziellen Spieleanbieter im Linux-Markt und war über die dafür entwickelten Software-Werkzeuge ein Wegbereiter der Cross-platform-Software-Entwicklung.

## Geschichte
Loki Software wurde im August 1998 von Scott Draeker gegründet.
Neben der Veröffentlichung von Spieleportierungen entwickelte Loki diverse freie Dienstprogramme wie den Loki_Installer oder Loki_Setup, die über den Existenzzeitraum des Unternehmens hinaus Anwendung fanden. Das Unternehmen besaß ab 1999 unter anderem ein Distributionsabkommen mit dem deutschen Linux-Distributionsanbieter SUSE Linux GmbH, der die Loki-Spiele auch im deutschen Einzelhandel vertrieb.
Das Unternehmen leistete weiterhin Beiträge zu quelloffenen Projekten im Umfeld der linuxbasierten und betriebssystemübergreifenden Computerspielentwicklung. Lokis Chefprogrammierer Sam Lantinga entwickelte den Simple DirectMedia Layer (SDL), der als Grundlage für viele Loki-Portierungen (u. a. Civilization: Call to Power, Descent 3, Unreal Tournament, Sid Meier’s Alpha Centauri) fungierte. Auch die Idee zu OpenAL, einer plattformunabhängigen Programmierschnittstelle zur Erzeugung von dreidimensionalen Soundeffekten und Raumklang, ging 1998 auf das Konto von Loki Software. Zur Verbreitung des Standards schloss Loki 1999 eine strategische Partnerschaft mit Creative Labs, dem zu diesem Zeitpunkt führenden Anbieter für Soundkarten für Windows-Betriebssysteme. Im Februar 2000 meldete Loki OpenAL als Markenname an. Nach der Schließung Lokis, wurde die Entwicklung der Programmierschnittstelle von Creative weitergeführt. In Zusammenarbeit mit id Software entstand GtkRadiant, ein ursprünglich für die Quake-3-Engine entwickelter Karteneditor, der später als Werkzeug für andere Projekte weiterentwickelt und angepasst wurde. Daneben leistete Loki Beiträge zur GNU Compiler Collection (gcc), Mesa 3D und SMPEG.
2001 veröffentlichte Loki Software zusammen mit John Reeves Hall das Buch Programming Linux Games, ein Tutorial zum Simple DirectMedia Layer.

### Insolvenz von Loki
2002 musste das Unternehmen Insolvenz nach Chapter 11 anmelden und stellte den Betrieb ein. Weitere Spiele, z. B. das vielgelobte Deus Ex, die bis kurz vor der Insolvenz noch in der Entwicklung und teilweise fertiggestellt waren, wurden nicht mehr veröffentlicht. Mit der Schließung wurde der Markt für kommerzielle Linux-Spiele zurückgeworfen. In den folgenden Jahren gelang es keinem Unternehmen, eine ähnliche Stellung wie Loki einzunehmen.
Als Reaktion auf die drohende Schließung der Firma im Jahre 2001 wurde von Michael Simms die Firma Linux Game Publishing in Nottingham gegründet, die bis heute kommerzielle Computerspiele auf Linux portiert. Die Entwicklung von GtkRadiant wurde von id Software weitergeführt, unter Federführung von Timothee Besset. Auch der Support für die Linux-Version von Quake 3 wurde vom Entwicklerstudio in Austin übernommen. Den Support für weitere Loki-Spiele und Entwicklungswerkzeuge wurde nach der Schließung teilweise durch Ex-Mitarbeiter Ryan C. Gordon privat weitergeführt.

## Rezeption und Einfluss
In den nur drei Jahren des Bestehens wurde Loki zum größten kommerziellen Spieleanbieter im Linux-Markt, Lokis Produktveröffentlichung nährten in der Berichterstattung die Erwartung, dass sich Linux als dauerhafte Alternative zum Windows-Betriebssystem etablieren könnte.
Loki war über die dafür entwickelten (oder mitentwickelten) Softwarewerkzeuge (SDL, OpenAL, Loki_Installer etc.) ein wichtiger Wegbereiter der Cross-platform-Software-Entwicklung auf dem PC.
Die von Loki begründete SDL-Bibliothek wird weiter aktiv entwickelt (Stand Oktober 2013) und von vielen kommerziellen wie auch nicht-kommerziellen Software-Projekten verwendet. Die Spieledatenbank MobyGames listete 2012 105 Spiele, die SDL-Webseite selbst knapp 700 Spiele, die die SDL verwenden.

## Spieleportierungen
Loki portierte ca. 20 Spieltitel, häufig auf Grundlage des Simple DirectMedia Layer. Die Programme wurden von Loki dabei auch teilweise im Vergleich zur Erstveröffentlichung überarbeitet (z. B. Myth 2).
- Civilization: Call to Power mit eigenen Ausgaben für Deutsch, Englisch, Französisch und Spanisch
- Descent 3
  - Descent³: Mercenary nur als herunterladbares Installationsprogramm für die Windowsversion
- Eric’s Ultimate Solitaire
- Heavy Gear II
- Heavy Metal: F.A.K.K.²
- Heretic 2
- Heroes of Might and Magic III
- Kohan: Immortal Sovereigns
- Medal of Honor: Allied Assault
- MindRover
- Myth II: Soulblighter
- Quake III Arena in der Blechboxausgabe
- Railroad Tycoon II in der Gold Edition
- Rune
  - Rune: Halls of Valhalla ließ sich in der Linux-Fassung nur als Erweiterung installieren
- Sid Meier’s Alpha Centauri und mit der Erweiterung Sid Meier’s Alien Crossfire[18]
- SimCity 3000, auch als SimCity 3000 Unlimited und SimCity 3000 Deutschland
- Soldier of Fortune
- Tribes 2[18]
- Unreal Tournament nur als herunterladbares Installationsprogramm für die Windowsversion